# 2022 em Portugal
Lista dos principais acontecimentos no ano 2022 em Portugal.
Em Portugal, 2022 está a ser marcado pelas consequências da Invasão russa da Ucrânia, com a galopante inflação levando ao aumento do custo de vida; pelas medidas de austeridade impostas pelo Governo para diminuir a dívida e aumentar a receita. Austeridade essa que está a afetar principalmente os pensionistas e reformados. 

## Incumbentes
- Presidente da República: Marcelo Rebelo de Sousa
- Primeiro-Ministro: António Costa (XXII Governo Constitucional, XXIII Governo Constitucional)
- Presidente da Assembleia da República: Eduardo Ferro Rodrigues (XIV Legislatura), Augusto Santos Silva (XV Legislatura)
  - Presidente do Governo Regional dos Açores: José Manuel Bolieiro (XIII Governo Regional)
  - Presidente do Governo Regional da Madeira: Miguel Albuquerque (XIII Governo Regional)

## Eventos

### Janeiro
- 2 — O grupo Impresa é alvo de um ciberataque por parte de hackers que se autointitulam Lapsus$ Group, fazendo com que os sítio eletrónicos do jornal Expresso, da SIC e da SIC Notícias, bem como algumas das suas páginas nas redes sociais, fiquem indisponíveis.[2]
- 13 — Jerónimo de Sousa, líder do Partido Comunista Português, é submetido a uma intervenção cirúrgica para correção de uma estenose da artéria carótida interna esquerda, com carácter de urgência. As ações de campanha eleitoral programadas mantêm-se no período de recuperação, com Jerónimo de Sousa substituído por João Ferreira e João Oliveira, membros da comissão política.[3]
- 28 — D. José Ornelas Carvalho, até à data Bispo de Setúbal, é nomeado Bispo de Leiria-Fátima, substituindo o cardeal D. António Marto que resignou ao cargo por problemas de saúde.[4]
- 30 — Eleições legislativas. O PS, liderado pelo primeiro-ministro António Costa, atinge a maioria absoluta, a segunda vez que o partido alcança este resultado. O PSD, o BE e o PCP têm perdas eleitorais graves. O CH e a IL crescem, obtendo grupos parlamentares próprios. O CDS–PP e o PEV perdem, pela primeira vez, a representação parlamentar.[5]

### Fevereiro
- 1 — Na véspera da reunião marcada com o Presidente da República após as eleições legislativas para a indigitação de um novo governo, o Primeiro-Ministro António Costa testa positivo à COVID-19. Assintomático, cumpre isolamento no domicílio durante uma semana.[6]
- 7 — Ciberataque dirigido à rede de telecomunicações da Vodafone gera instabilidade nos seus serviços móveis e fixos; a disrupção generalizada alastra-se às comunicações de vários serviços e infraestruturas críticas, como o INEM, hospitais, corporações de bombeiros, serviços postais e bancários e a rede Multibanco.[7]
- 10 — A Polícia Judiciária impede uma "ação terrorista" que estaria planeada para o dia seguinte na Faculdade de Ciências da Universidade de Lisboa. O arguido, um estudante de engenharia informática de 18 anos, foi preso preventivamente e ficou indiciado pelos crimes de terrorismo e detenção de arma proibida.[8]
- 12 — D. José Cordeiro toma posse como Arcebispo de Braga e Primaz das Espanhas.[9]
- 15 — Devido a "procedimentos anómalos nas operações de contagem dos votos" que resultaram na anulação de 157 mil votos, o Tribunal Constitucional decide por unanimidade considerar nulo o apuramento dos votos do círculo eleitoral da Europa nas últimas eleições legislativas, determinando a repetição da votação nesse círculo. Estas circunstâncias, ainda que em termos práticos não alterem substancialmente o resultado das eleições, atrasam em pelo menos um mês o início da XV Legislatura e por conseguinte a tomada de posse do XXIII Governo Constitucional.[10][11]
- 16 — No fim da visita oficial que realizou a Portugal, o Presidente da Eslovénia, Borut Pahor, devido a um ligeiro atraso da sua comitiva, viu-se impedido de embarcar no voo da TAP que o traria de volta a casa. O incidente resolveu-se com recurso à contratação de um voo privado que custou 40 mil euros ao erário público.[12]
- 18 — Oliver Antić, Embaixador da Sérvia em Lisboa, morre por afogamento na sequência de um acidente na Boca do Inferno, em Cascais.[13]
- 18 — Término da "situação de calamidade" que vigorava em todo o território nacional continental devido à pandemia de COVID-19 desde 1 de dezembro de 2021, tendo sido declarada pelo Conselho de Ministros em 27 de novembro. O país passa a "situação de alerta" por um período adicional de 15 dias, até 22 de março.[14]
- 21 — Alinhado com a União Europeia no contexto da escalada militar russo-ucraniana, o Primeiro-Ministro António Costa (e, mais tarde, o Presidente da República, Marcelo Rebelo de Sousa) condena em declarações públicas o reconhecimento russo da República Popular de Lugansk e da República Popular de Donetsk, duas regiões separatistas da Ucrânia, como uma violação dos Acordos de Minsk.[15]

### Março
- 12 e 13 — Repetição das eleições legislativas no círculo eleitoral da Europa.[16]
- 17 — A declaração da "situação de alerta", no âmbito da pandemia de COVID-19, que terminaria a 22 de março, é prorrogada até ao dia 30 de março de 2022.[17]
- 23 — É divulgada a orgânica do futuro XXIII Governo Constitucional e, mais tarde nesse mesmo dia, a comunicação social começa a noticiar os nomes dos novos ministros — antes mesmo de António Costa entregar a lista de nomes ao Presidente da República, Marcelo Rebelo de Sousa conforme estaria previsto para o final dessa tarde. O Presidente revela-se irritado pela fuga de informação aos jornalistas ("pelos vistos, fiquei a saber pela comunicação social") e cancela a audiência com Costa.[18]
- 24 — Simbolicamente, no dia em que se assinalam os 60 anos da crise académica de 1962 e que coincide com o dia em que o tempo vivido em democracia excede o tempo que os portugueses viveram em ditadura (17499 dias), iniciam-se as comemorações oficiais dos 50 anos da Revolução dos Cravos, que se irão estender até 2024.[19]
- 28 — O Primeiro-Ministro, António Costa, assume interinamente a pasta de Ministro dos Negócios Estrangeiros. O ministro cessante, Augusto Santos Silva, poderá assim exercer o estatuto de deputado na XV Legislatura e prosseguir uma candidatura à Presidência da Assembleia da República.[20]
- 29 — Primeira sessão plenária da XV Legislatura da Terceira República Portuguesa; Augusto Santos Silva é eleito para Presidente da Assembleia da República.
- 30 — Tomada de posse do XXIII Governo Constitucional, liderado por António Costa.[21]

### Abril
- 21 — O Presidente da Ucrânia, Volodymyr Zelensky, discursa em sessão solene na Assembleia da República através de videoconferência, dirigindo-se ao hemiciclo acerca da invasão da Ucrânia pela Rússia. O discurso é recebido com uma longa ovação de pé de parte de todos os partidos com assento parlamentar, com exceção do Partido Comunista Português, que decidiu não estar presente.[22]
- 26 — Os sistemas informáticos do Hospital Garcia de Orta em Almada sofrem um ataque informático, com os hackers a exigir o pagamento de um resgate financeiro em bitcoin para devolverem o acesso aos dados da unidade hospitalar; nos meses que se seguem registam-se graves constrangimentos à atividade assistencial naquele hospital.[23][24]

### Maio
- 28 — É inaugurada, em Santa Cruz da Trapa, São Pedro do Sul, uma polémica escultura de nove metros de altura intitulada "A Foda dos Nus", da autoria de Custódio Almeida, representando "dois corpos nus que contam histórias de intimidade".[25][26]

### Junho
- 1 — Inauguração do Museu do Tesouro Real, na ala poente do Palácio Nacional da Ajuda, na presença do Presidente da República, Marcelo Rebelo de Sousa, do Primeiro-Ministro, António Costa, e do Presidente da Câmara Municipal de Lisboa, Carlos Moedas.[27]
- 18–26 — Tem lugar a 9.ª edição do Rock in Rio Lisboa, no Parque da Bela Vista, adiada desde 2020 por conta da pandemia de COVID-19. Os cabeças-de-cartaz desta edição são Muse (18 de junho), Black Eyed Peas (19 de junho), Duran Duran (25 de junho), e Post Malone (26 de junho) e, em quatro dias, recebeu cerca de 287 mil pessoas.[28]
- 20 — Uma menina de 3 anos, Jéssica Biscaia, é morta em Setúbal após ter sido raptada e sujeita a vários dias de violentas agressões. Terá sido raptada por uma mulher a quem a mãe encomendou "bruxarias" para resolver os problemas da sua relação com o padrasto da menina, tendo esta dívida motivado o crime.[29] O caso comoveu a opinião pública, motivando reacções do governo, na pessoa da Ministra da Presidência, Mariana Vieira da Silva, e do Presidente da República, Marcelo Rebelo de Sousa ("Retiremos as lições quanto àquilo que, por um lado, deve haver de acompanhamento dos mais frágeis por instituições que existem para isso e, por outro, o que há de valores que as pessoas têm de viver"); durante o velório, que decorreu à porta fechada, houve altercações.[30]
- 26 — Um incêndio no Centro Comercial Colombo, em Lisboa, com origem num posto de transformação no parque de estacionamento, leva à evacuação do edifício por precaução, tendo sido registados três feridos ligeiros mas nenhuns danos materiais.[31]
- 27–1 de julho — Lisboa acolhe a 2.ª Conferência dos Oceanos das Nações Unidas (com data inicialmente prevista para junho de 2020), que decorre no Altice Arena. A conferência é co-presidida por Portugal e pelo Quénia, recebendo participantes de mais de uma centena de países, organizações não-governamentais, e cerca de 150 universidades.[32]
- 29 — O Ministro das Infraestruturas e da Habitação, Pedro Nuno Santos, anuncia uma nova solução aeroportuária para Lisboa com a publicação de um despacho sobre o Plano de Ampliação da Capacidade Aeroportuária da Região de Lisboa, que passa por avançar com a construção do Aeroporto do Montijo para estar em atividade no final de 2026 e um segundo em Alcochete até 2035 para, quando este estiver operacional, se encerrar o Aeroporto Humberto Delgado em Lisboa.[33]
- 30 — O Primeiro-Ministro, António Costa, ordena a revogação do despacho publicado no dia anterior por Pedro Nuno Santos, desautorizando o ministro em comunicado do seu gabinete, reafirmando que "a solução tem de ser negociada e consensualizada com a oposição, em particular com o principal partido da oposição, e, em circunstância alguma, sem a devida informação prévia ao senhor Presidente da República". Costa não teria sido informado do despacho, tendo sido surpreendido com a sua publicação.[34] No rescaldo da polémica, alguns meios de comunicação chegam a dar como certa a demissão de Pedro Nuno Santos, que assume responsabilidade pelo erro, o que acaba por não se verificar.

### Julho

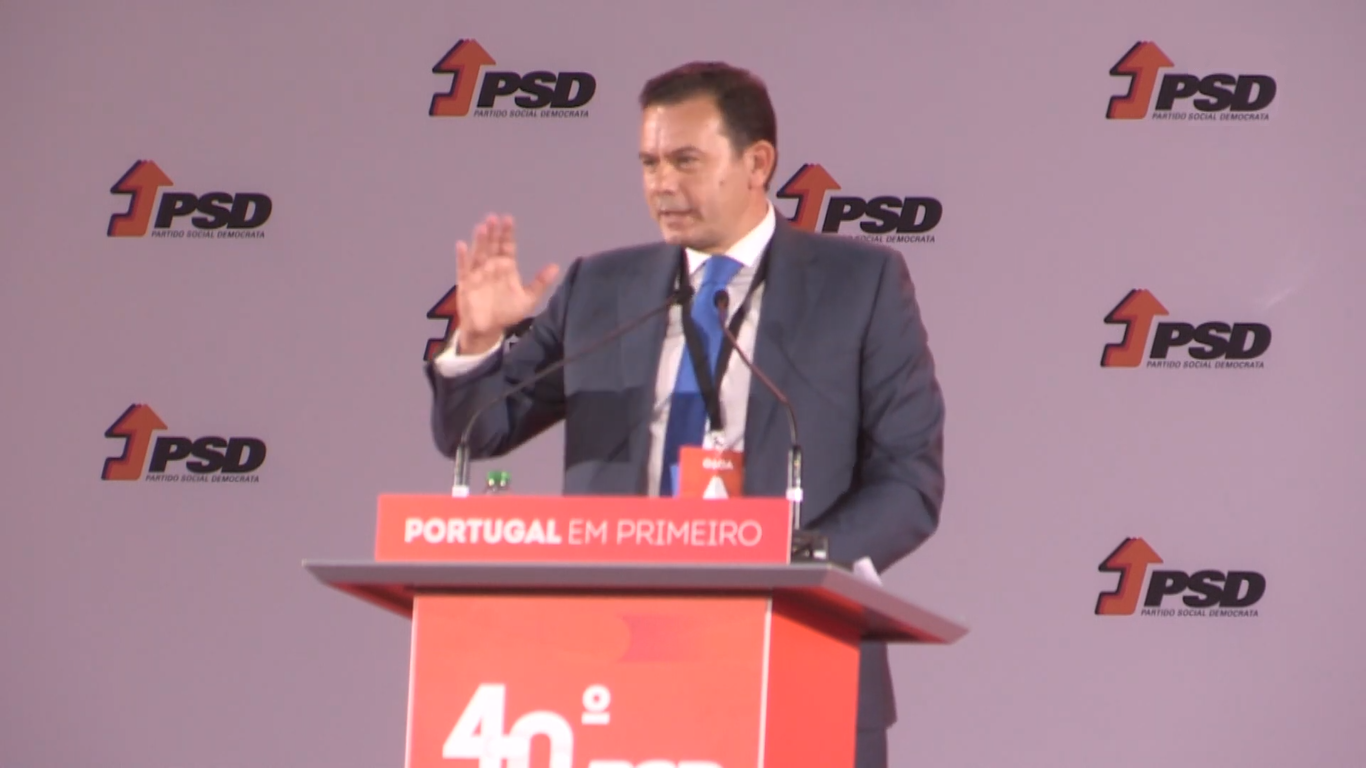
Luís Montenegro discursa no 40.º Congresso Nacional do Partido Social Democrata

- 3 — No 40.º Congresso Nacional do Partido Social Democrata, Luís Montenegro sucede a Rui Rio na presidência do partido, tornando-se Líder da Oposição.[35]
- 6 — Uma moção de censura ao XXIII Governo Constitucional apresentada pelo Chega à Assembleia da República é rejeitada com os votos contra de PS, PCP, BE e dos dois deputados únicos do PAN e do LIVRE, as abstenções do PSD e IL, e com apenas os votos favoráveis do próprio Chega.[36]
- 7 — A onda de calor que se faz sentir na Europa atinge Portugal com maior intensidade, prolongando-se pelo menos 2 semanas segundo as previsões. Os termómetros ultrapassam os 40 graus Celsius em várias partes do território durante o dia, e com "noites tropicais" (com temperaturas mínimas acima de 20 graus Celsius); associado aos valores baixos da humidade relativa do ar, constata-se um aumento significativo do perigo de incêndio rural.[37]
- 7 — Deflagram dois incêndios no concelho de Ourém, nas localidades de Cercal e de Cumeada que se alastram Alvaiázere e Ferreira do Zêzere. No mesmo dia, deflagra um outro incêndio importante numa zona florestal de Carrazeda de Ansiães, em Bragança, e um outro em Pombal. Todos estes desastres demoram vários dias a debelar para controlar o fogo e proteger bens e pessoas.[38]
- 9 — O Moinho de Avecasta, em Ferreira do Zêzere, é completamente destruído pelo incêndio com origem em Ourém.[39]

### Agosto
- 27 — Face à evolução favorável da pandemia de COVID-19 e à tendência estável do número de casos, é decretado o fim da obrigatoriedade do uso de máscaras de proteção nos transportes coletivos de passageiros, incluindo o transporte aéreo, bem como no transporte de passageiros em táxi ou TVDE, assim como nas farmácias de venda ao público; mantém-se a obrigatoriedade do uso de máscara apenas em estabelecimentos e serviços de saúde, ou estruturas residenciais ou de acolhimento para populações vulneráveis.[40]
- 30 — A Ministra da Saúde, Marta Temido, apresenta a sua demissão ao Primeiro-Ministro "por entender que deixou de ter condições para se manter no cargo", na sequência da notícia da morte de uma grávida durante a transferência do Hospital de Santa Maria para o Hospital de São Francisco Xavier, ambos em Lisboa, por falta de vagas no serviço de neonatologia daquele hospital.[41]

### Setembro
- 1–3 — Tem lugar a primeira edição do festival MEO Kalorama, no Parque da Bela Vista, em Lisboa, tendo como cabeças-de-cartaz as bandas The Chemical Brothers (1 de setembro), Arctic Monkeys (2 de setembro) e Nick Cave & The Bad Seeds (3 de setembro).[42] Mais de 112 mil pessoas frequentaram os três dias de festival.[43]
- 1 — Em visita oficial a Moçambique para a V Cimeira Luso-Moçambicana, o Primeiro-Ministro António Costa protagoniza um momento insólito: no final de uma cerimónia no Centro Cultural Português de Maputo, a artista Janeth Mulapha surpreende-o diante das câmaras e, de martelo na mão, puxa o chefe de governo para uma coreografia improvisada com uma grande componente de expressão corporal.[44]

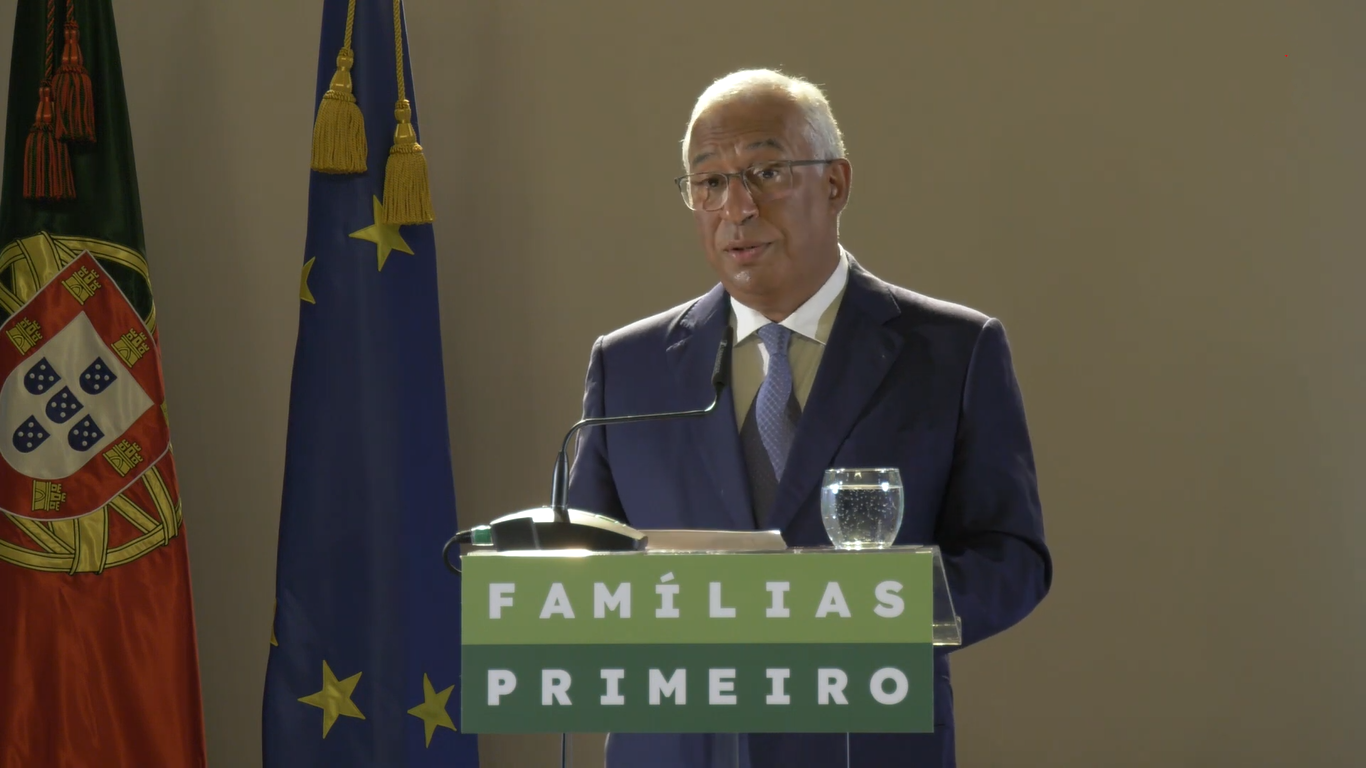
António Costa anuncia o plano "Famílias Primeiro", um pacote de medidas extraordinárias de apoio às famílias no combate à inflação

- 5 — Em conferência de imprensa no Palácio da Ajuda, após uma reunião extraordinária do Conselho de Ministros, o Primeiro-Ministro António Costa apresenta o programa "Famílias Primeiro", um pacote de medidas para apoiar o rendimento das famílias face à subida da inflação e dos preços da energia. Juntamente com medidas de austeridade que afetarão principalmente os pensionistas, com o objetivo de diminuir a dívida e aumentar a receita do Estado. [45]
- 15 — Às 8h em ponto, reabre o histórico Mercado do Bolhão, no Porto, após obras de restauro e reabilitação que se prolongaram em quatro anos e quatro meses.[46]

### Novembro
- 8 — Tornados de Alcântara (Lisboa) e de Santo Estevão (Benavente). O primeiro dos tornados ocorreu no período aproximado 13:55-13:57 UTC na zona ocidental da cidade de Lisboa (freguesias de Ajuda e Alcântara, concelho e distrito de Lisboa) que designado por tornado de Alcântara. O segundo tornado ocorreu no período aproximado 14:52-14:58 UTC numa área da freguesia de Santo Estevão (concelho de Benavente, distrito de Santarém), designado por tornado de Santo Estevão. Qualquer dos tornados produziu danos significativos nas áreas afetadas, designadamente queda de árvores de grande porte, arrancamento e projeção de telhas, danos em viaturas, edifícios, moradias, etc. O trajeto de destruição do tornado de Alcântara terá tido uma extensão entre 1.5 e 2 km e uma largura de 30-50 m. O trajeto do tornado de Santo Estevão terá alcançado uma extensão de, pelo menos, 5 km e uma largura da ordem de 30-100 m. Calcula-se que ambos os fenómenos tenham alcançado uma intensidade F1/T2 (escala de Fujita/escala de Torro), correspondendo a vento de 119-148 km/h (rajada, média de 3s).[47]

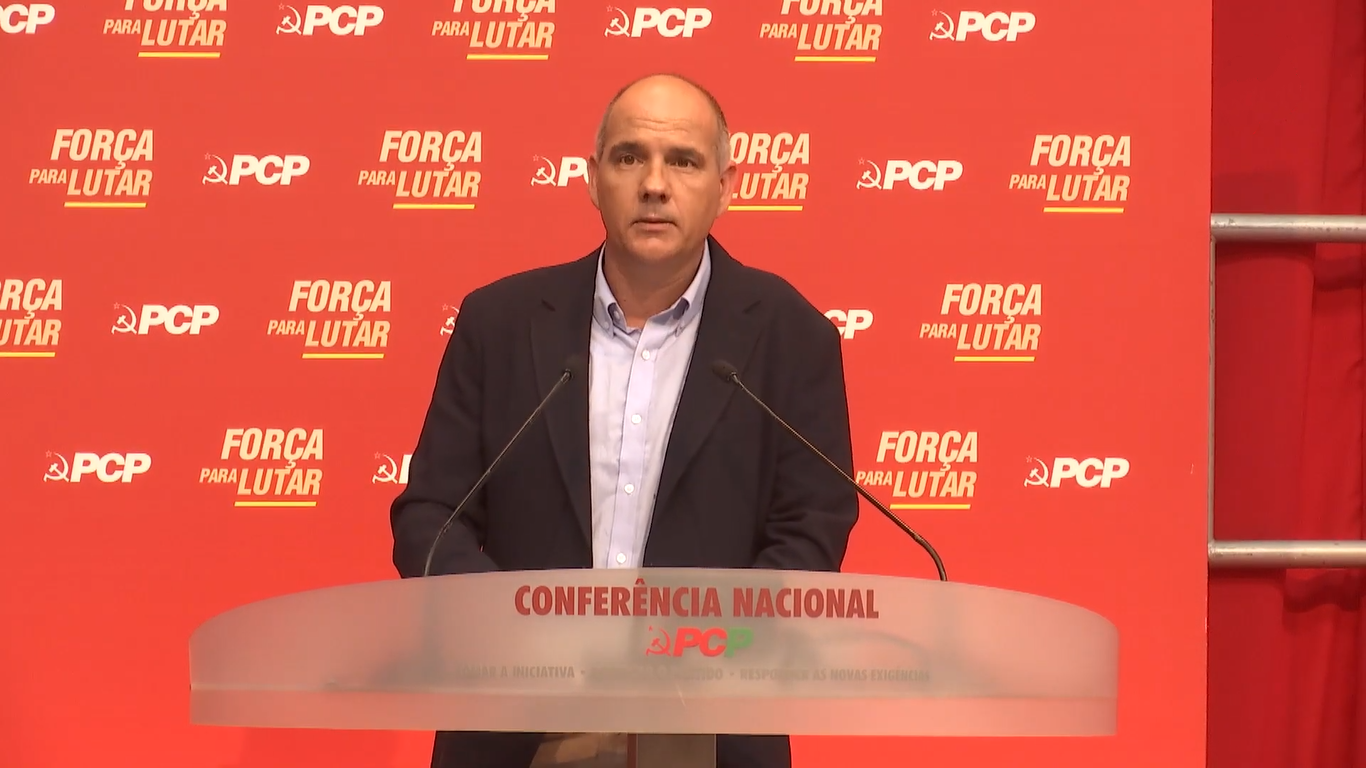
Paulo Raimundo discursa durante a Conferência Nacional do PCP, em novembro de 2022

- 10 — Miguel Alves, Secretário de Estado Adjunto do Primeiro-Ministro, pede a demissão do cargo, no mesmo dia em que se soube que foi acusado pelo Ministério Público pelo crime de prevaricação, estando em causa um adiantamento duvidoso de 300 mil euros feito enquanto era Presidente da Câmara de Caminha para um projecto que, mais de dois anos volvidos, não chegou a sair do papel.[48]
- 12 — Paulo Raimundo sucede a Jerónimo de Sousa no cargo de Secretário-Geral do Partido Comunista Português durante a Conferência Nacional do partido, que tem lugar em Corroios, Seixal.[49]
- 13 — Portugal perde por 4-2 para a Argentina na final do Campeonato do Mundo de Hóquei em Patins, que decorreu em San Juan, na Argentina.[50]

### Dezembro

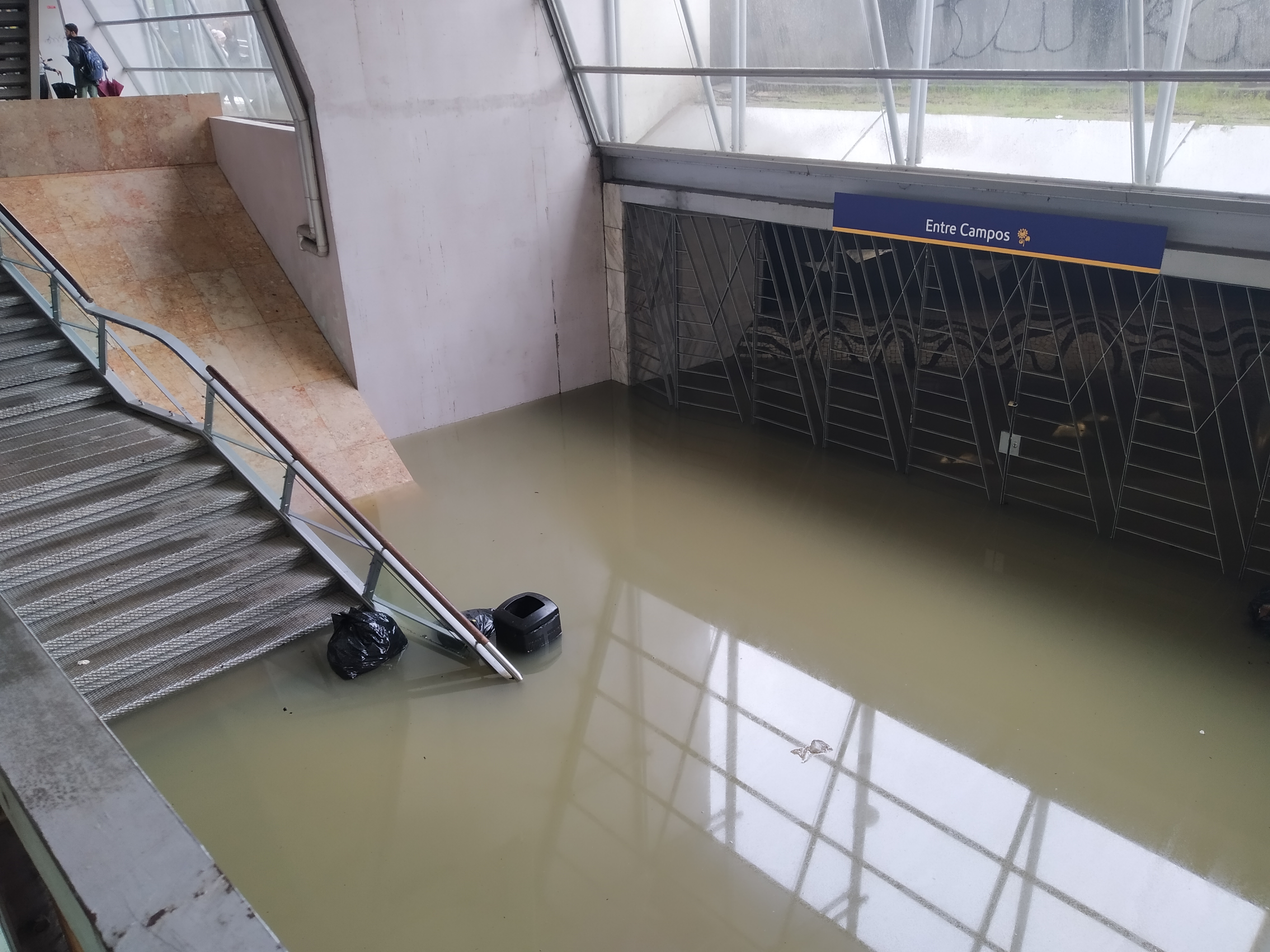
Átrio alagado da estação de Entrecampos, em Lisboa, em 13 de dezembro de 2022

- 7 — Portugal sente os efeitos da primeira depressão de um comboio de tempestades invulgarmente intenso que atinge a Península Ibérica. A região da Grande Lisboa foi especialmente afetada, tendo caído em poucas horas, na noite de 7 para 8 de dezembro, 40 mm de precipitação (quase um terço da média da precipitação total para o mês de dezembro em Lisboa) com registo de várias ocorrências em Lisboa, Oeiras, Sintra, Cascais, Loures e Odivelas, com vias de comunicação intransitáveis e extensos estragos materiais: o túnel da Avenida da República em Lisboa ficou submerso; um teto do Hospital de São Francisco Xavier em Belém cedeu ao peso da água, alagando vários pisos; em Alcântara, a água atingiu mais de metro e meio de altura; no Rossio, a água invadiu as zonas inferiores do Teatro Nacional D. Maria II. Uma mulher de cerca de 55 anos morreu encurralada numa cave de uma habitação, em Algés.[51][52][53]
- 10 — Portugal perde por 1-0 para Marrocos nos quartos-de-final do Campeonato Mundial de Futebol, no Estádio Al Thumama, em Doha, Catar, ficando eliminado da competição.[54]
- 13 — Menos de uma semana após as últimas cheias, novo agravamento do estado do tempo com chuva intensa e persistente por todo o país, causando centenas de ocorrências entre inundações, quedas de árvores, e registo de vários desalojados. Em Lisboa, o temporal condiciona os acessos à cidade, com muitas artérias intransitáveis e vários constrangimentos dos serviços de transporte público, o que levou as autoridades a apelar às pessoas para restringir as deslocações ao máximo.[55]

## Desporto

### Andebol
- Campeonato Português de Andebol de 2021–22

### Automobilismo
- Campeonato Nacional de Ralis
- Campeonato Nacional de Todo–o–Terreno
- Campeonato Nacional de Velocidade
- Campeonato Nacional de Montanha
- Rali de Portugal
- Rali Vinho da Madeira

### Basquetebol
- Campeonato Português de Basquetebol de 2021–22

### Ciclismo
- Volta a Portugal
- Volta ao Alentejo
- Volta ao Algarve
- GP de Torres Vedras

### Futebol
- Primeira Liga de 2021–22
- Segunda Liga de 2021–22
- Taça de Portugal de 2021–22
- Taça da Liga de 2021–22
- Supertaça Cândido de Oliveira de 2022
- Campeonato Nacional de Seniores de 2021–22

### Hóquei em patins
- Campeonato Português de Hóquei em Patins de 2021–22
- Taça de Portugal de Hóquei em Patins de 2021–22

## Mortes

### Janeiro
- 1 — Teresa Mota, atriz (n. 1940)[56]

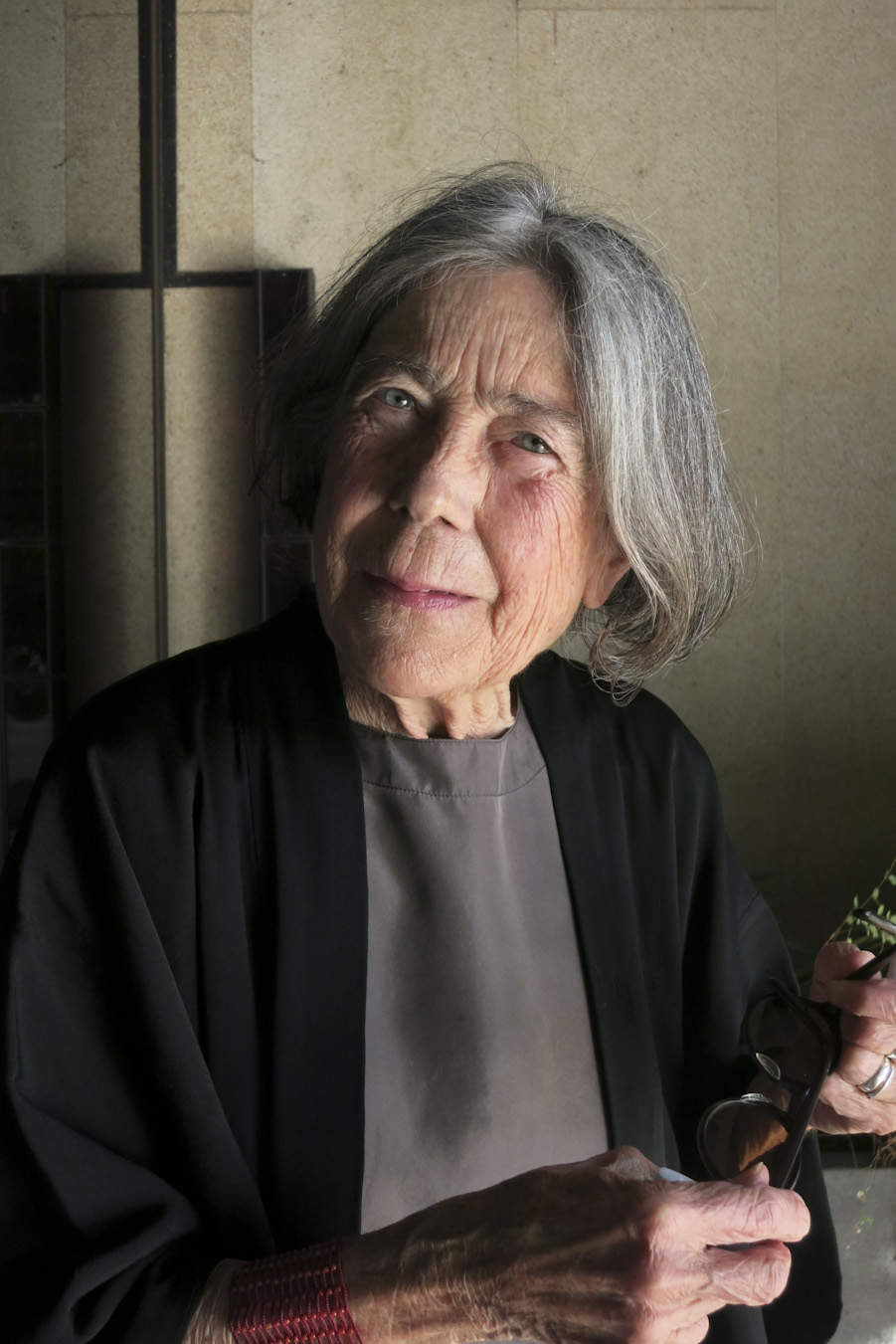
Lourdes Castro

- 7 — Maria Lourença Cabecinha, resistente antifascista e militante comunista (n. 1933)[57]
- 8 — Lourdes Castro, artista plástica (n. 1930)[58]
- 14 — César Batalha, maestro e compositor (n. 1945)[59]
- 17 — Armando Gama, músico, cantor e compositor (n. 1954)[60]
- 25 — Maria Amélia Canossa, cantora (n. 1933)[61]
- 27 — António Luís Roquette Ricciardi, gestor de sociedades e banqueiro (n. 1919)[62]

### Fevereiro
- 3 — Lauro António, cineasta (n. 1942)[63]
- 6 — Maria Carrilho, ex-deputada e socióloga militar (n. 1943)[64]
- 8 — Jaime Serra, dirigente histórico do Partido Comunista Português e membro do comando central da Ação Revolucionária Armada (n. 1921)[65]
- 24 — Mário Pais de Oliveira, sacerdote católico e resistente antifascista (n. 1937)[66]

### Março

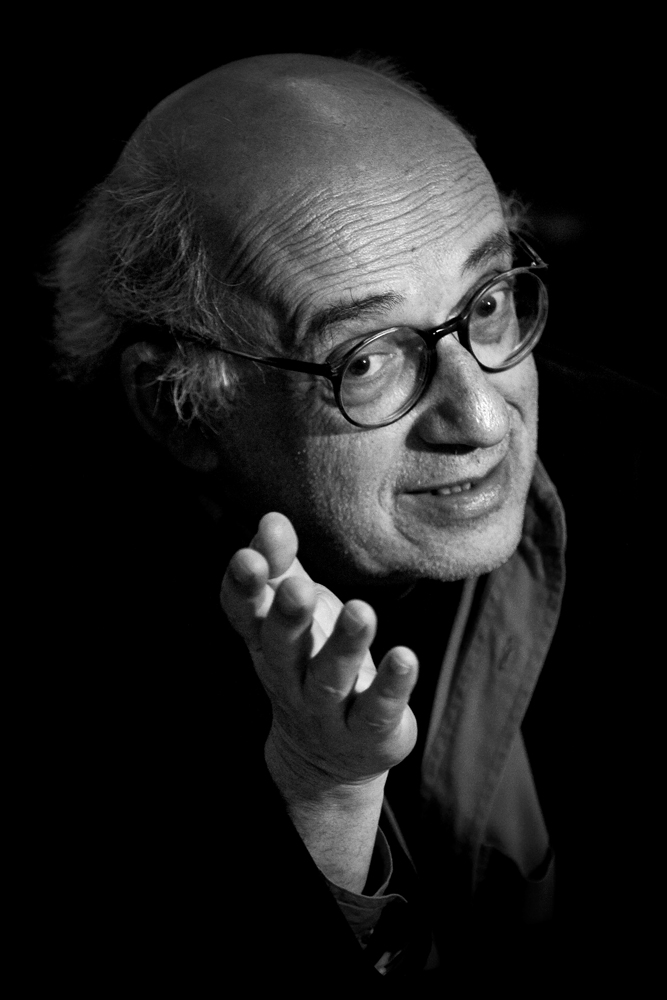
Jorge Silva Melo

- 6 — José de Oliveira Ascensão, jurisconsulto (n. 1932)[67]
- 8 — José Samuel Lupi, cavaleiro tauromáquico (n. 1931)[68]
- 14 — Jorge Silva Melo, encenador, ator e cineasta (n. 1948)[69]
- 14 — João Rodrigo, ator (n. 1943)[70]
- 20 — Gastão Cruz, poeta, escritor e crítico literário (n. 1941)[71]
- 21 — Maria Helena Dá Mesquita, crítica teatral (n. 1933)[72]
- 29 — Emídio de Sousa Sancho, médico pediatra (n. 1934)[73]

### Abril

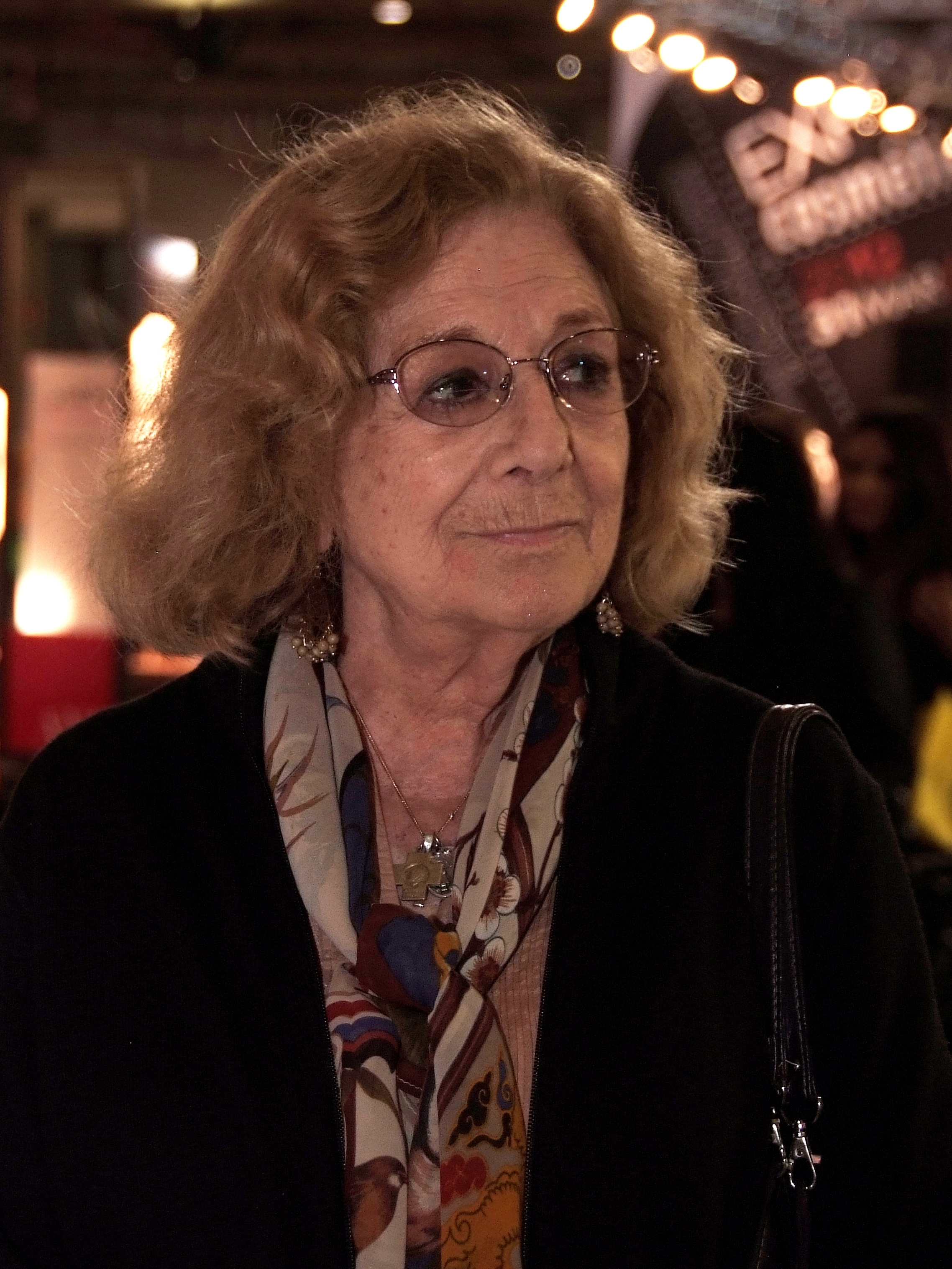
Eunice Muñoz

- 11 — Joaquim Vairinhos, político, professor e escritor (n. 1944)[74]
- 15 — Eunice Muñoz, atriz (n. 1928)[75]
- 18 — Madalena Sá e Costa, violoncelista (n. 1915)[76]

### Maio
- 7 — Elisa Damião, antiga dirigente da União Geral de Trabalhadores e deputada (n. 1946)[77]
- 8 — Joaquim Silva Pinto, empresário e político (n. 1935)[78]
- 11 — Paulo Gil, músico de jazz (n. 1937)[79]
- 13 — João Rendeiro, ex-banqueiro condenado por crimes financeiros (n. 1952)[80]
- 13 — Jerónimo Pimentel, jornalista (n. 1956)[81]
- 13 — Fernando Sobral, escritor e jornalista (n. 1960)[82]
- 27 — Mário Mesquita, jornalista (n. 1950)[83]
- 29 — Raquel Seruca, oncobióloga (n. 1962)[84]

### Junho
- 8 — Paula Rego, artista plástica (n. 1935)[85]
- 8 — Fernando Pinto Monteiro, magistrado, ex-Procurador-Geral da República (n. 1942)[86]
- 9 — António Machado Pires, professor universitário, ensaísta, ex-reitor da Universidade dos Açores (n. 1942)[87]
- 10 — João Fraústo da Silva, fundador da Universidade Nova de Lisboa e ex-ministro da Educação (n. 1933)[88]
- 10 — Armando Pereira da Silva, jornalista (n. 1940)[89]

### Julho

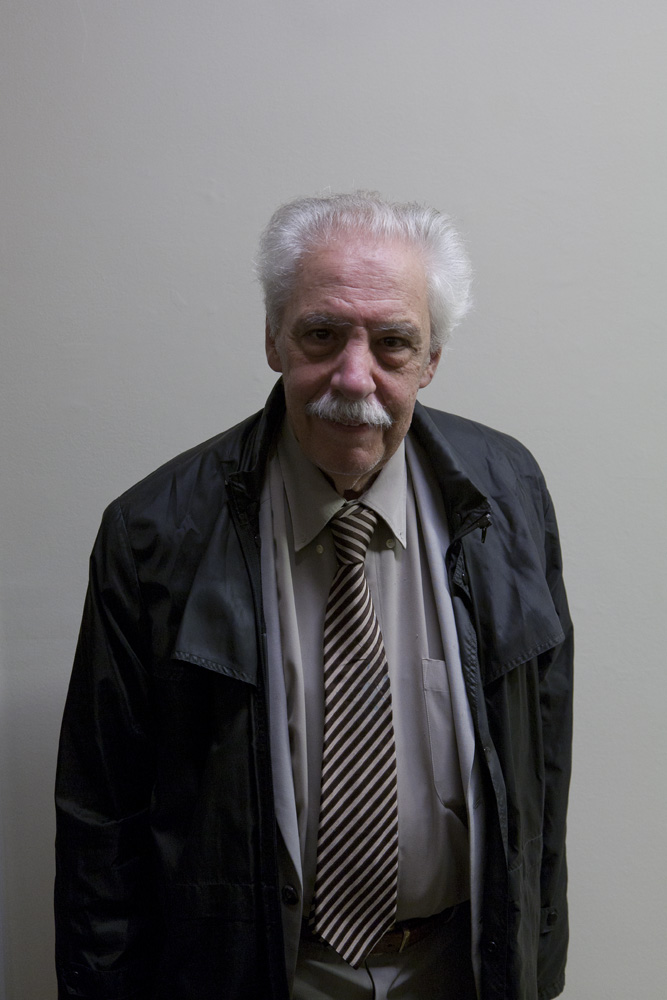
Eurico Gonçalves

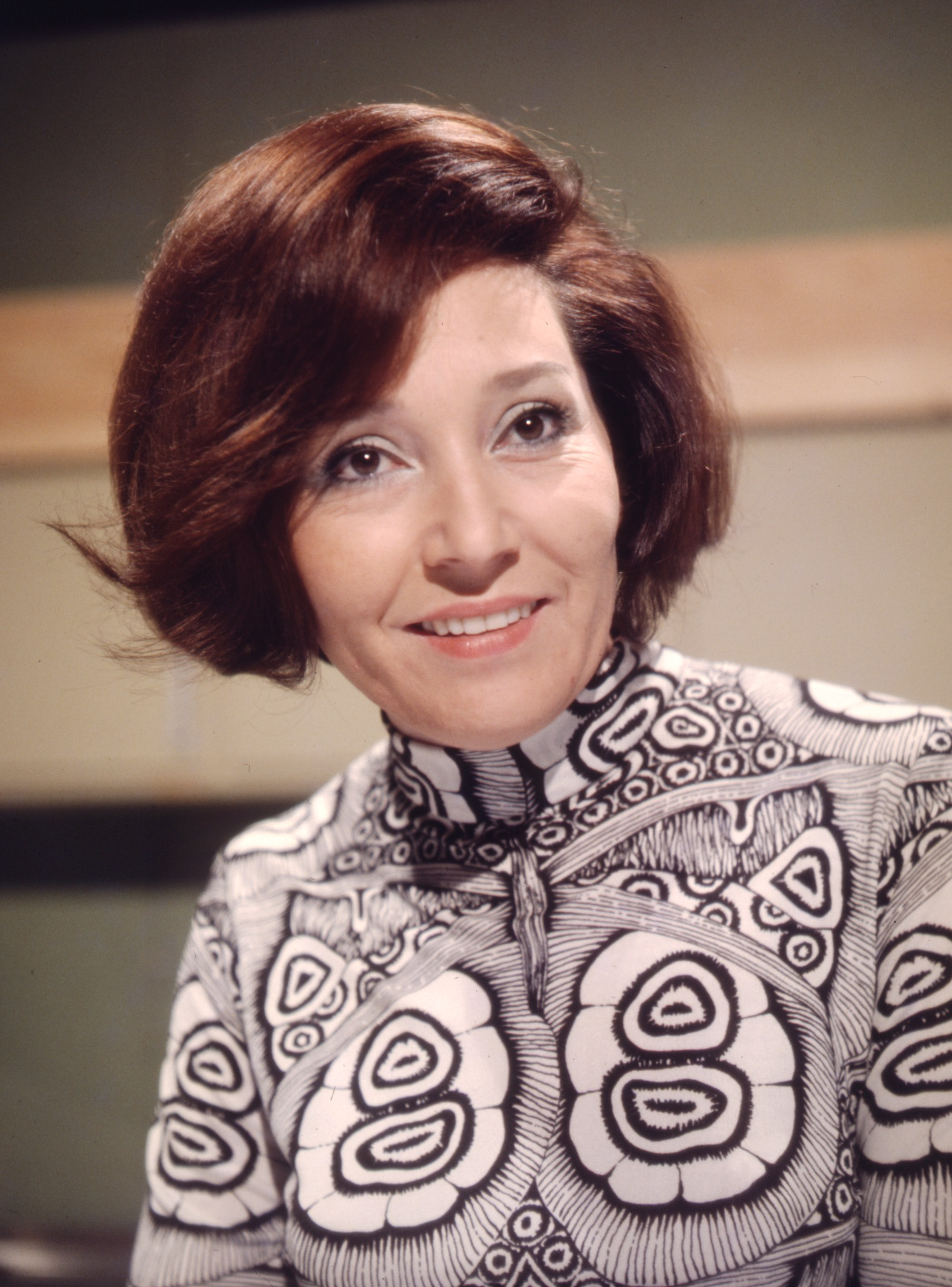
Maria de Lourdes Modesto

- 1 — António Vaz Pinto, sacerdote jesuíta (n. 1942)[90]
- 10 — Eurico Gonçalves, pintor (n. 1932)[91]
- 19 — Maria de Lourdes Modesto, gastrónoma (n. 1930)[92]
- 19 — Fernando Farinha, jornalista (n. 1941)[93]
- 29 — Mariama Barbosa, comentadora de moda e apresentadora de televisão (n. 1974)[94]

### Agosto
- 10 — João de Almeida Bruno, general do Exército e militar de Abril (n. 1935)[95]
- 10 — Fernando Chalana, futebolista (n. 1959)[96]
- 19 — Orlando Costa, ator (n. 1948)[97]
- 22 — António de Sousa Braga, Bispo-emérito de Angra (n. 1941)[98]
- 24 — António Teixeira Fernandes, sacerdote católico e sociólogo (n. 1939)[99]
- 30 — José Carlos Loureiro, arquiteto (n. 1925)[100]

### Setembro
- 8 — Paulo de Pitta e Cunha, advogado e professor catedrático (n. 1937)[101]
- 20 — Manuela Gonçalves, estilista e criadora de moda (n. 1945)[102]

### Outubro

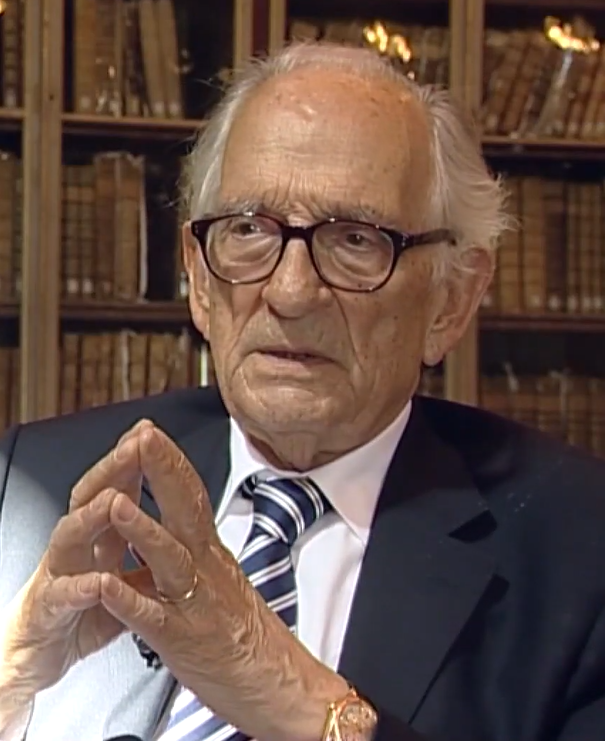
Adriano Moreira

- 15 — Ruth Rita, manequim e ex-figura de televisão (n. 1972)[103]
- 19 — Dália Cunha, ginasta (n. 1928)[104]
- 23 — Adriano Moreira, académico, advogado e político (n. 1922)[105]
- 23 — Carlos Melancia, empresário e político (n. 1927)[106]

### Novembro

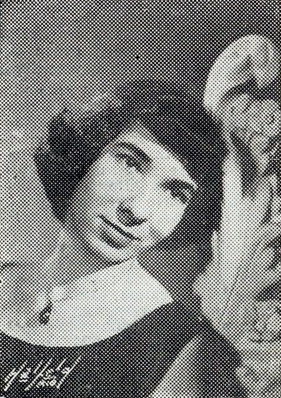
Maria de Lourdes Resende

- 4 — Daniel Batalha Henriques, bispo-auxiliar de Lisboa (n. 1966)[107]
- 25 — Maria de Lourdes Resende, cantora (n. 1927)[108]
- 26 — Fernando Gomes, futebolista (n. 1956)[109]
- 30 — Johnson Semedo, ativista pela integração social de jovens de bairros desfavorecidos da Grande Lisboa (n. 1972)[110]

### Dezembro

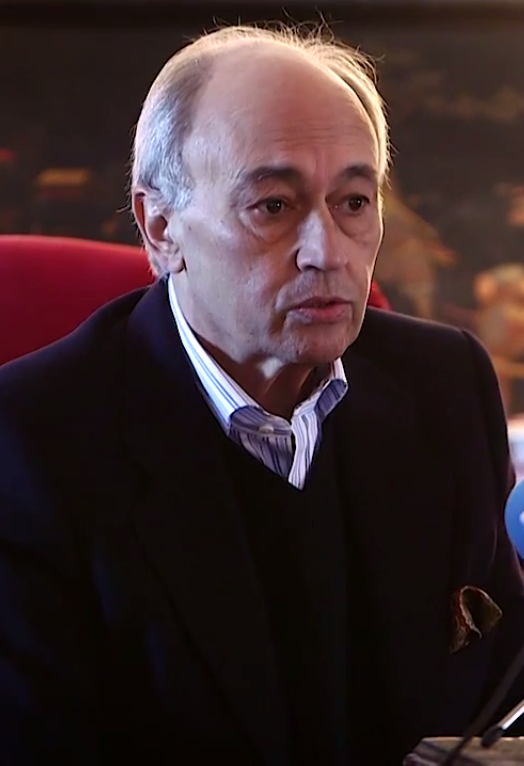
António Mega Ferreira

- 8 — Fernando de Pádua, médico cardiologista (n. 1927)[111]
- 19 — Claudisabel, cantora (n. 1982)[112]
- 26 — António Mega Ferreira, escritor, jornalista e gestor cultural (n. 1949)[113]
- 28 — Linda de Suza, cantora (n. 1948)[114]